# IC 3617
IC 3617 ist eine Irreguläre Galaxie mit ausgedehnten Sternentstehungsgebieten vom Hubble-Typ „Im“ im Sternbild Jungfrau auf der Ekliptik. Sie ist schätzungsweise 90 Millionen Lichtjahre von der Milchstraße entfernt und hat einen Durchmesser von etwa 35.000 Lichtjahren. Die Entfernungsmessungen basierend auf den Radialgeschwindigkeiten stimmen nicht mit den rotverschiebungsunabhängigen Entfernungsschätzungen von 50 ± 10 Millionen Lichtjahren überein. Unter der Katalognummer VCC 1791 ist sie als Mitglied des Virgo-Galaxienhaufens aufgeführt.
Im selben Himmelsareal befinden sich u. a. die Galaxien NGC 4570, NGC 4598, NGC 4612, NGC 4623.
Das Objekt wurde am 22. November 1899 von Arnold Schwassmann entdeckt.